# Love Crime
Love Crime è un singolo digitale della cantante inglese Siouxsie, uscito il 4 dicembre 2015.

## Il singolo
La sua prima pubblicazione dopo otto anni è stata ospite nel finale della serie TV Hannibal, in onda nell'agosto 2015. Il creatore della serie Bryan Fuller, che l'aveva contattata nel mese di novembre 2014, ha descritto il brano (composto da Siouxsie con Brian Reitzell) come "epico".
La canzone è stata resa disponibile per il download digitale su iTunes il 4 dicembre 2015, intitolata Love Crime (Amuse Bouche-Version).

## Tracce
1. Love Crime (Amuse Bouche-Version) – 4:59